# 3e Détachement frontalier de Louhansk
Le 3e détachement frontalier nommé d'après le héros de l'Ukraine, le colonel Yevhen Pikous  (en ukrainien : 3 прикордонний загін імені Героя України полковника Євгена Пікуса numéro d'unité militaire 9938), plus connu sous le nom de Brigade Pomsta est une unité du Service national des gardes-frontières d'Ukraine. Depuis 2015, elle est engagée dans la guerre russo-ukrainienne.

## Historique
L'unité est formée une première fois le 20 octobre 1992. Elle est chargée de protéger et surveiller les frontières de l'Oblast de Louhansk.

### Guerre du Donbass (2014 - 2022)
En 2014, à la suite de l'Euromaïdan, de la Révolution de la Dignité, des troubles pro-russes de 2014 en Ukraine et de l'invasion russe de la Crimée, la Guerre du Donbass éclate. Le 3e détachement frontalier assure la protection de la frontière, ainsi que des missions humanitaires, assurant le passage des citoyens et des marchandises à travers la ligne de démarcation et menant des opérations de lutte contre la contrebande. Le 2 juin 2014, vers 4 heures du matin, des séparatistes attaquent le détachement, blessant au moins huit gardes-frontières lors du siège de la base frontalière de Louhansk. La bataille se poursuit du 2 au 4 juin 2014, des lance-grenades et des mitrailleuses de gros calibre « Utes » sont utilisés et les positions du détachement sont finalement envahies. Le 20 juin 2014, le poste d' Izvaryne-Donetsk du détachement est submergé et le personnel est contraint de se replier sur le territoire russe, où de nombreux gardes sont capturés, puis renvoyés en Ukraine,. Le 10 juillet 2014, le major Shirpal Leonid Viktorovych est tué lors d'une attaque séparatiste. Le 10 août 2014, quatre gardes du détachement (Vyacheslav Igorovich Akutin, Serhii Volodymyrovych Andrienko, Dzidzinashvili Davyd Georgiyovych et Shilo Volodymyr Serhiyovych) sont tués à la suite des bombardements de l'unité tactique « Pivnich ». Le 12 août 2014, de 22h45 à 23h00, le poste de contrôle du détachement est la cible de tirs d'artillerie et de mortiers russes. Le 25 août, le colonel Yevheny Mykhailovych Pikus ainsi que trois soldats du détachement (Vyacheslav Oleksandrovich Firsov, Vyacheslav Oleksandrovich Firsov et Oleg Serhiyovych Sorochenko) sont tués, trois autres soldats blessés lors d'un affrontement à Krasnaya Talivka lorsque les gardes-frontières ont arrêté un groupe de reconnaissance séparatiste qui s'était infiltré en Ukraine depuis la Russie. La bataille dure 2,5 heures, les sépératistes sont soutenus par l'artillerie, des mortiers, 2 véhicules blindés de transport de troupes, 2 BMP et 2 hélicoptères de combat Mi-24 qui tirent des roquettes non guidées sur les gardes-frontières ukrainiens. Finalement, les séparatistes sont contraints de battre en retraite. Le 9 septembre 2014, trois soldats du détachement (Maksimenko Oleksandr Oleksandrovych, Yury Oleksandrovych Lukyantsev et Kuznetsov Vyacheslav Mykhailovych) sont tués et deux autres gardes (Artem Kruchinin et Vitaly Skokov) sont grièvement blessés à la suite de l'explosion d'une mine terrestre sous leur véhicule près du village de Nizhnobaranivikka alors qu'ils accompagnaient l'équipe de tournage de la société de télévision de Louhansk « IRTA », partie préparer un reportage sur la mort de deux familles de résidents locaux à la suite de bombardements d'artillerie russes. Le 31 octobre 2014, un garde du détachement (Cheremys Ruslan Volodymyrovych) est tué par la détonation de la voiture UAZ par un TM-62. Le 12 novembre 2014, le bureau du détachement à Milove est la cible d'une attaque au lance-grenades, sans faire de victimes,.
Depuis 2018 elle porte le nom de Ievhen Pikous Héros de l'Ukraine décédé le 25 août 2014 lors d'un affrontement près du village de Talove, raïon de Chtchastia.

### Invasion russe de l'Ukraine

#### Bataille de Sievierodonetsk (février - juin 2022)
Le 24 février 2022, au moment du déclenchement de l'Invasion russe de l'Ukraine, le détachement de Louhansk opère au sur la ligne de front de Louhansk et le long la frontière russe. L'unité connaît sa première victime de l'invasion, le sergent-chef Denys Tkach étant tué par un saboteurs russe à 03h40 à un poste de contrôle frontalier à Zorynivka près de Milove. Débordé de toute part par la 20e armée de la Garde, les unités ukrainiennes de la 57e brigade motorisée et du détachement frontalier battent en retraite jusqu'à Sievierodonetsk et Kreminna. Entre mars et juin, le détachement participe successivement ainsi à la défense de Kreminna, notamment au nord de la ville sur son flanc droit puis de Lyman et Yampil dans le contexte plus large de la bataille de Sievierodonetsk. Certains éléments défendent Roubijné puis la banlieue direct de Sievierodonetsk notamment à Voïevodivka. En juillet, après la retraite de Sievierodonetsk et Lyssytchansk, les unités présentes dans la ville défendent Siversk devant Zolotarivka et Topolivka autour de la T1302. Le 7 septembre 2022, il a reçu la distinction honorifique « Pour courage et bravoure ».

#### Secteur de Bakhmout et transformation en brigade d'assaut (depuis la fin 2022)
L'unité participe ensuite à la bataille de Bakhmout prenant position devant Pidhorodne sur la M03 à l'ouest de la ville. Ses éléments mènent ensuite de violents combats urbains à l'intérieur de la ville, tandis que d'autres appuient la 10e brigade d'assaut de montagne près de Rozdolivka et Fedorivka, au nord de Soledar.
Le 30 janvier 2024, dans le cadre de la campagne de recrutement nommée Garde offensive l'unité est agrandie en brigade et porte le nom Vengeance (Помста). En juin 2024, la brigade est stationnée au sud de Tchassiv Iar, dans le cadre de la bataille en cours, où la brigade construit des fortifications de campagne et participe à d'autres efforts défensifs. Depuis sa position, l'unité effectue des attaques de drones kamikazes sur les forces russes à Bakhmut, publiant des images de la destruction d'un T-90 M russe et de plusieurs positions d'obusiers russes. Un bataillon de la brigade est postionné entre Koupiansk et Svatove et prend part à la défense de Pischane et Berestove alors que les forces russes progressent sur ce secteur et atteignent finalement la rivière Oskil en septembre 2024. Il appuie depuis la 3e brigade d'assaut à la frontière administrative entre les oblasts de Louhansk et Kharkiv.

## Structure et équipement

### Ordre de bataille

#### Ordre de bataille en 2022
- État-major du détachement ;
  -  Détachement frontalier Stanytsia Luhanska ;
  -  Détachement frontalier Stanytsia Luhanska ;
  -  Détachement frontalier Stanytsia Luhanska ;
  -  Détachement frontalier Zolote ;
  -  Détachement frontalier Krasna Talivka ;
  -  Détachement frontalier Bilovodsk ;
  -  Détachement frontalier Markivka ;
  -  Détachement frontalier Biloluts'k ;
  -  Détachement frontalier Troïtske ;
  -  Détachement frontalier Milove ;
  -  Détachement frontalier Lyssytchansk ;
  -  Détachement frontalier Raihorodka ;
  -  Poste de comandement frontalier Chtchastia ;
  -  Poste de comandement frontalier Novopskov ;

#### Ordre de bataille en 2024
- État-major de la brigade ;
  -  1er bataillon d'intervention rapide ;
  -  2e bataillon d'intervention rapide ;
  -  3e bataillon d'intervention rapide ;
  -  4e bataillon d'intervention rapide ;
  -  Bataillon d'intervention rapide Orion ;
  -  Compagnie de reconnaissance ;
  -  Compagnie médicale ;

### Équipements
- Chars : T-64BV (au moins un peloton)
- MRAP : Roshel Senator version MRAP, Kozak 2
- Anti-aérien : ZU-23-2

### Commandants
- (1992—1998) Colonel Lebedynsky A. IN.
- (1998—2003) Colonel Kuropat V. IN.
- (2003—2006) Lieutenant-colonel Medvedchuk O. ET.
- (???) Colonel Andrushchenko Yevheniy Yuriyovych
- (2011—2014) Colonel Deineko Serhiy Vasilyevich
- (2014-2016) Colonel Andrushchenko Yevhen Yuriyovych
- (2016—2018) Colonel Yuriy Borisovich Kovalchuk
- (2018—2019) Colonel Martyniuk Oleksandr Volodymyrovych
- (2019—2022) Colonel Petriv Yuriy Petrovych
- (2022—2023) Colonel Andriy Serhiyovych Kulesh
- (2023—2024) Colonel Osypets Oleksandr Valeriyovych
- (2024— ...) Colonel Lozinsky Sergueï Nikolaïevitch